# Zygmunt Łomny
Zygmunt Łomny (ur. 30 maja 1930 w Jezierzanach, zm. 22 lipca 2024) – polski pedagog, specjalizujący się w pedagogice ogólnej, wykładowca i nauczyciel akademicki na Wyższej Szkole Pedagogicznej w Opolu.

## Życiorys
Urodził się w 1930 roku w Jezierzanach na Podolu w rodzinie chłopskiej. II wojna światowa uniemożliwiła mu podjęcie normalnej edukacji. Po jej zakończeniu przeniósł się z rodziną na Górny Śląsk. W 1950 roku pomyślnie zdał egzamin maturalny w liceum ogólnokształcącym w Kietrzu. Następnie studiował polonistykę na Wyższej Szkole Pedagogicznej we Wrocławiu. Po jej ukończeniu przez trzy lata pracował w Carolinum w Nysie jako kierownik internatu. W 1956 roku został skierowany na studia drugiego stopnia na Uniwersytet Warszawski, po których ukończeniu na stałe zamieszkał w Opolu, zatrudniając się w Liceum Pedagogicznym.
Związki Zygmunta Łomnego z opolską Wyższą Szkołą Pedagogiczną zaczęły się w 1960 roku, podczas gdy został asystentem w Katedrze Pedagogiki. Trzy lata później w 1963 uzyskał stopień naukowy doktora nauk humanistycznych w dziedzinie pedagogiki na podstawie pracy: Zainteresowania szkolne opolskiej młodzieży licealnej, napisanej pod kierunkiem prof. Jana Konopnickiego. Wkrótce potem rektor WSP w Opolu prof. Jerzy Słupecki mianował go pełnomocnikiem rektora ds. wychowawczych.
W grudniu 1968 roku wyjechał do pracy do Francji na Uniwersytet w Tuluzie jako nauczyciel języka polskiego i kultury polskiej. Wrócił stamtąd do Opola po trzech latach, a w 1972 roku został mianowany docentem. Następnie pełnił kolejno funkcję: wicedyrektora Instytutu Pedagogiki WSP, prodziekana Wydziału Filologiczno-Historycznego WSP przez dwie kadencje oraz dyrektora Instytutu Pedagogiki. W latach 1984–1990 był prorektorem ds. studenckich.
Zygmunt Łomny miał duże zasługi w utworzeniu nowych kierunków pedagogicznych. Był twórcą uczelnianej pracowni nowych technik nauczania. Był także prezesem Opolskiego Towarzystwa Przyjaciół Nauk. Od lat 90. XX wieku pracował także w Wyższej Szkole Zarządzania i Administracji w Opolu, gdzie był pełniącym obowiązki kierownika Katedry Pedagogiki Ogólnej i Badań Edukacyjnych na Wydziale Pedagogicznym. Przez wiele lat był też członkiem Zespołu Pedagogiki Pracy Komitetu Nauk Pedagogicznych PAN. Odznaczony 
Srebrnym Krzyżem Zasługi, Złotym Krzyżem Zasługi, Krzyżem Kawalerskim Orderu Odrodzenia Polski, Medalem Komisji Edukacji Narodowej, odznaką Zasłużony Działacz Kultury, Zasłużony dla Miasta Opola czy Zasłużony Opolszczyźnie. Pogrzeb odbył się 25 lipca 2024 na Cmentarzu komunalnym w Opolu.

## Publikacje
Do ważniejszych prac napisanych przez Zygmunta Łomnego należą:
- Szkolne zainteresowania opolskiej młodzieży licealnej, wyd. Śląsk, Katowice 1965.
- Kolonia letnia z douczaniem. Eksperyment pedagogiczny, wyd. IŚ, Opole 1968.
- Motywy wyboru zawodu nauczycielskiego, wyd. WSP w Opolu, Opole 1980.
- Humanizacja pracy w przedsiębiorstwie przemysłowym, wyd. WSP w Opolu, Opole 1988, współautor: Irena Gniazdowska.
- Człowiek i edukacja wobec przemian globalnych, wyd. UO, Opole 1995.
- Budowa zaufania międzynarodowego celem edukacji globalnej. O pokojowy start ludzkości w XXI wiek, wyd. UO, Opole 1996.